# Hoogwateraanpak 's-Hertogenbosch
De hoogwateraanpak 's-Hertogenbosch (ook wel afgekort als HoWaBo) is een gecombineerd natuur- en waterbergingsproject dat gerealiseerd wordt bij de plaatsen 's-Hertogenbosch, Vlijmen en Vught. Doel van het project is om overstromingen zoals in 1995 bij 's-Hertogenbosch te voorkomen en om de natuur weer een kans te geven.

## Aanleiding

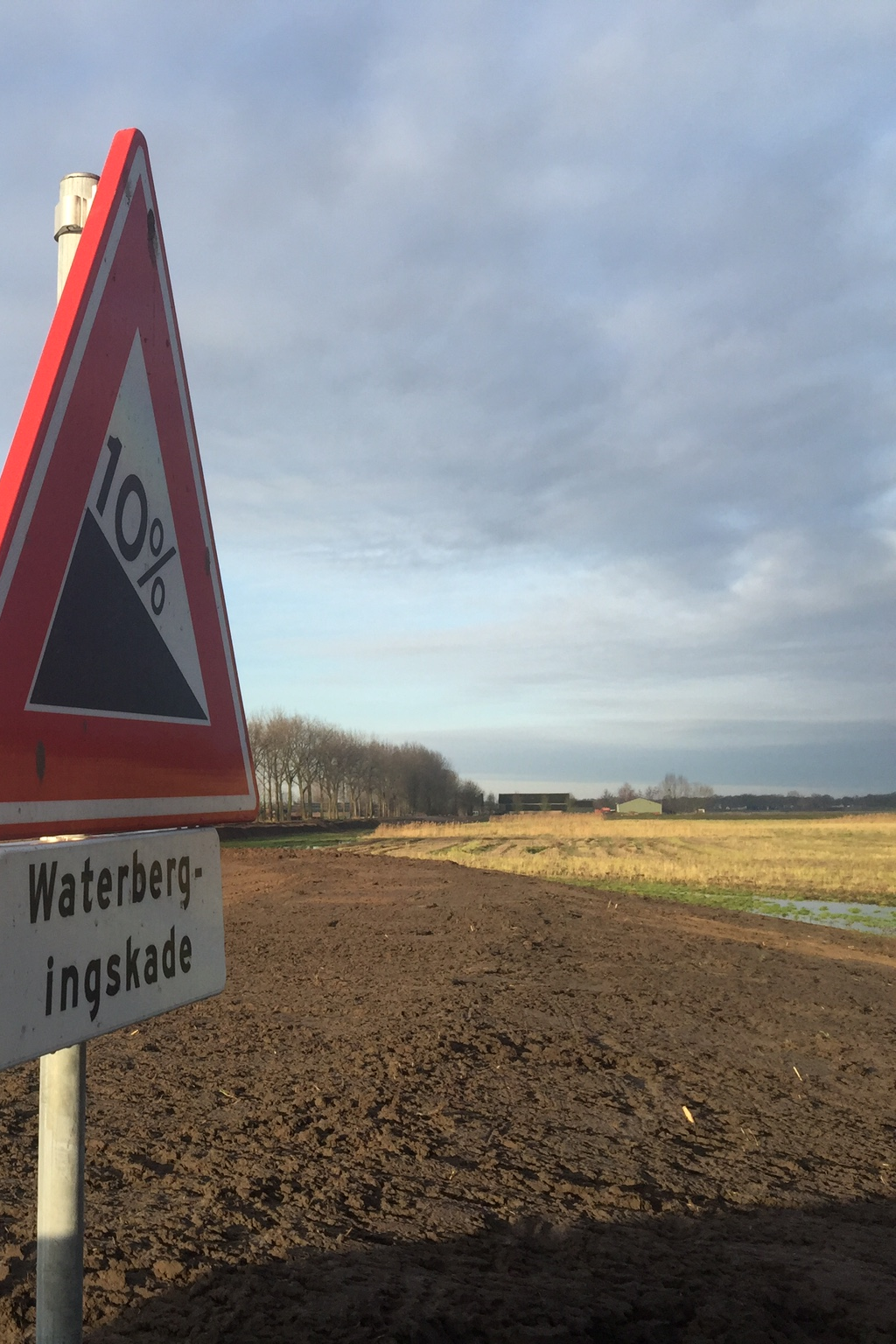
Waterbergingskade langs de Deutersestraat bij de Moerputten

Bij het extreem hoge water in 1995 stonden delen van Het Bossche Broek en de A2 onder water. Doordat de kans op dergelijke overstromingen in Nederland steeds groter wordt is er behoefte om voor de toekomst waterbergingsgebieden te ontwikkelen. Daarnaast is er ruimte nodig voor natte natuur om zeldzame flora en fauna een kans te geven.

## Locatie
De hoogwaterberging en het natuurgebied zijn gesitueerd rondom de Moerputten, het Vlijmens Ven en de Vughtse Gement. Ook ten noorden van de A59 bij het Engelermeer zal een waterbergingsgebied worden gerealiseerd.

## Natuurontwikkeling

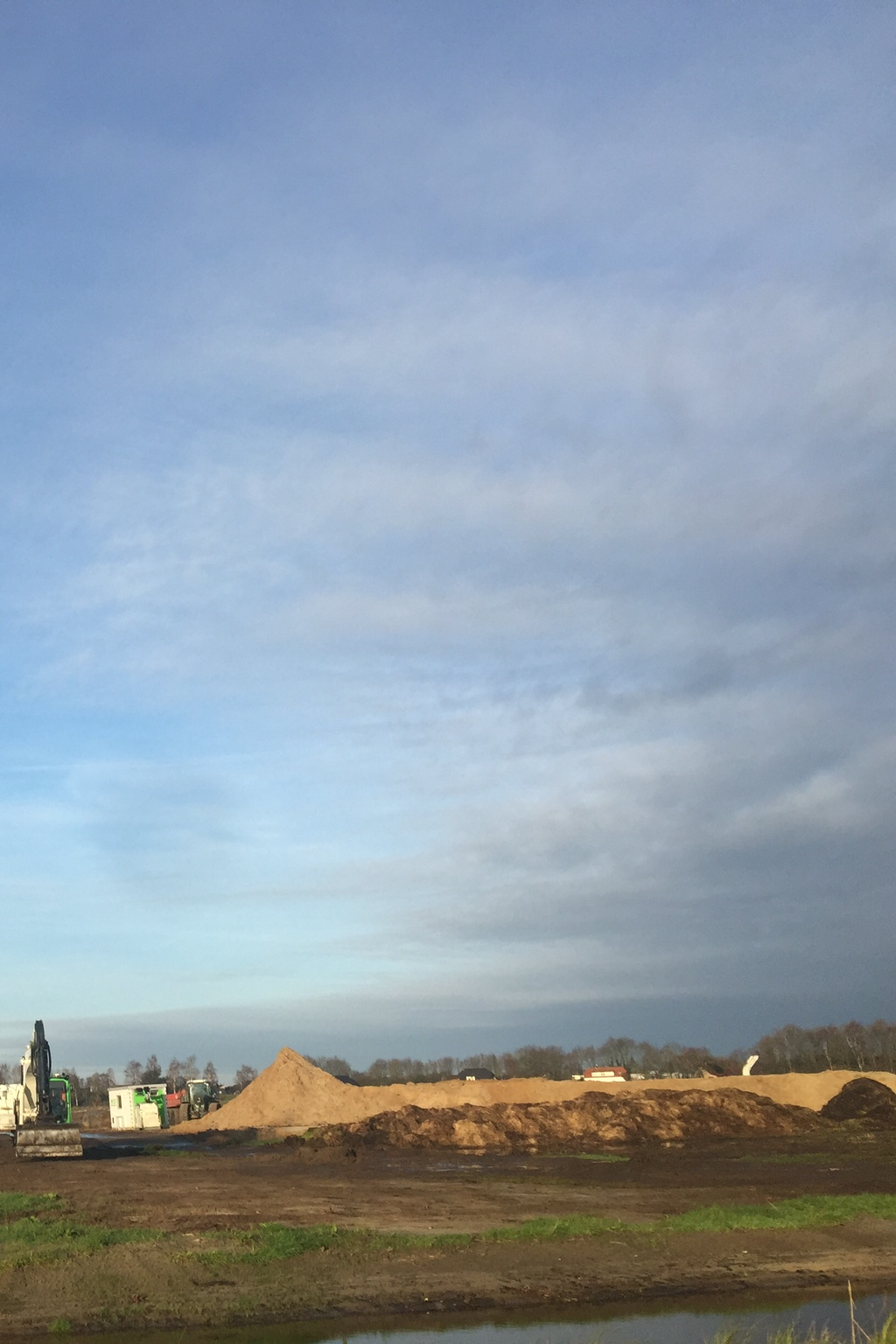
Het afgraven van de voedselrijke gronden

Om de in Europa zeldzame natuur een kans te geven zullen er delen van percelen van hun voedselrijke bovenlaag worden ontdaan waardoor het grondwater dichter aan het oppervlak komt en waardoor in het gebied de juiste omgevingscondities worden hersteld voor de bijzondere flora en fauna zoals blauwgrasland en het pimpernelblauwtje.